# Тугаево (Татарстан)
Тугаево (тат. Әрә) — село на правобережной, Нагорной стороне Зеленодольского района Республики Татарстан. Входит в Кугушевское сельское поселение.

## Расположение
Расположено на овраге Поварбаш, в 1,5 км от левого берега реки Ари, в непосредственной близости от села Кугушево и почти сросшейся с ним деревней Айдарово.

## История
Село Тугаево основана во второй половине XVII века. В начале XVIII в. упоминается как татаро-чувашская деревня. Согласно «Спискам населённых мест Российской империи» по состоянию на 1859 год в казённой деревне Тугаева (Коколево), входившей в состав Цивильского уезда: 182 двора крестьян, население — 662 души мужского пола и 575 женского, всего — 1237 человек. Магометанская мечеть.
В начале XVIII века жители села основали деревню Баймурзино (ныне в Кайбицком районе РТ).

## Население
| 2010 |
| ---- |
| 86   |

## Известные люди
- Мухаметхан Фазлуллин (1883—1964) — учёный-тюрколог, профессор.